# Rhopalozetes bisculpturatus
Rhopalozetes bisculpturatus är en kvalsterart som beskrevs av Sandór Mahunka 2005. Rhopalozetes bisculpturatus ingår i släktet Rhopalozetes och familjen Microzetidae. Inga underarter finns listade i Catalogue of Life.